# Чорноострівська сільська рада
| Чорноострівська сільська рада — орган місцевого самоврядування у Жидачівському районі Львівської області з адміністративним центром у с. Чорний Острів. Водоймища на території, підпорядкованій даній раді: річка Суходілка. Сільській раді підпорядковані населені пункти: - с. Чорний Острів - с. Бориничі - с. Голдовичі - с. Дроховичі - с. Лучани |

## Склад ради
Рада складається з 16 депутатів та голови.

### Керівний склад ради
| ПІБ                           | Основні відомості                                                               | Дата обрання | Дата звільнення |
| ----------------------------- | ------------------------------------------------------------------------------- | ------------ | --------------- |
| Камінський Михайло Васильович | Сільський голова, 1960 року народження, освіта                                  | 26.03.2006   | 31.10.2010      |
| Дребот Михайло Степанович     | Сільський голова, 1955 року народження, освіта середня спеціальна, безпартійний | 31.10.2010   |                 |

Примітка: таблиця складена за даними джерела